# كوستانتي جيراردينجو
كوستانتي جيراردينجو (بالإيطالية: Costante Girardengo)‏ (مواليد 18 مارس 1893 - الوفاة 9 فبراير 1978) كان دراج إيطالي في صنف سباق الدراجات على الطريق.

## سباقات أو مراحل فاز بها
- طواف إيطاليا 1923

## روابط خارجية
- كوستانتي جيراردينجو على موقع IMDb (الإنجليزية)

- كوستانتي جيراردينجو على موقع أرشيف الدراجات (الإنجليزية)
- كوستانتي جيراردينجو على موقع إحصائيات الدراجات الإحترافية (الإنجليزية)
- كوستانتي جيراردينجو على موقع CycleBase (الإنجليزية)